# 蒙布兰洛拉盖
蒙布兰洛拉盖（法語：Montbrun-Lauragais，法語發音：[mɔ̃bʁœ̃ loʁaɡɛ]）是法国上加龙省的一个市镇，属于图卢兹区。

## 地理
蒙布兰洛拉盖（43°27'24"N, 1°31'17"E）面积10.92 平方千米，位于法国奧克西塔尼大區上加龙省，该省份为法国西南部内陆省份，西南端与西班牙接壤，自此顺时针与上比利牛斯省、热尔省、塔恩-加龙省、塔恩省、奥德省和阿列日省接壤。
与蒙布兰洛拉盖接壤的市镇（或旧市镇、城区）包括：代姆、科龙萨克、多讷维尔、埃斯帕内斯、伊叙、蒙日斯卡尔、普兹。

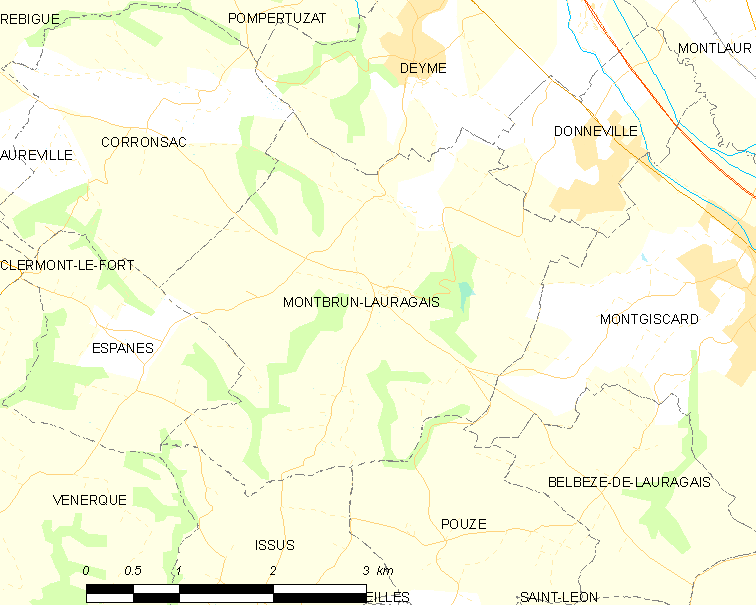
蒙布兰洛拉盖的OSM定位图

蒙布兰洛拉盖的时区为UTC+01:00、UTC+02:00（夏令时）。

## 行政
蒙布兰洛拉盖的邮政编码为31450，INSEE市镇编码为31366。

## 政治
蒙布兰洛拉盖所属的省级选区为埃斯卡尔康斯县。

## 人口

1962-2008年间蒙布兰洛拉盖人口变化图示

蒙布兰洛拉盖于2022年1月1日时的人口数量为711人。